# Igor Subbotin
Igor Subbotin (sinh 26 tháng 6 năm 1990) là một cầu thủ bóng đá Estonia thi đấu ở vị trí tiền vệ cánh cho câu lạc bộ Meistriliiga Nõmme Kalju và Đội tuyển bóng đá quốc gia Estonia.

## Sự nghiệp câu lạc bộ

### Levadia
Subbotin ra mắt cho Levadia năm 2009. Anh giành chức vô địch Meistriliiga đầu tiên cùng với Levadia ở mùa giải 2009 và thêm 2 danh hiệu ở mùa giải 2013 và mùa giải 2014.

## Sự nghiệp quốc tế
Subbotin ra mắt quốc tế cho Estonia ngày 31 tháng 5 năm 2014 trước Phần Lan.

## Danh hiệu

### Câu lạc bộ
Levadia
- Meistriliiga: 2009, 2013, 2014
- Cúp bóng đá Estonia: 2009–10, 2011–12, 2013–14
- Siêu cúp bóng đá Estonia: 2010, 2013

### Individual
- Cầu thủ xuất sắc nhất năm Meistriliiga được người hâm mộ bình chọn: 2014